# Makarowo (rejon kiczmiengsko-gorodiecki)
Makarowo (ros. Макарово) – wieś w Rosji, w rejonie kiczmiengsko-gorodieckim obwodu wołogodzkiego. W 2010 r. liczyła 41 mieszkańców.